# بول تان تشي إينغ
بول تان تشي إينغ هو كاهن كاثوليكي ماليزي، ولد في 5 أبريل 1940 في Yong Peng ‏ في ماليزيا.